# William Clarke
William Clarke (Campbell Town, Tasmânia, 11 de abril de 1985) é um ciclista profissional australiano.
Estreiou como profissional de primeiro nível com a equipa Ag2r-La Mondiale no final de 2010 alinhando ao ano seguinte pelo Leopard Trek e passando à equipa Champion System Pro Cycling Team em 2012. Conquanto já tinha corrido anteriormente com algumas humildes equipas profissionais de seu país.

## Palmarés
- 2012
  - 1 etapa do Tour Down Under
  - 1 etapa do Tour do Japão

- 2014
  - 2.º no Campeonato Oceânico Contrarrelógio 
  - 1 etapa do Tour do Japão
  - 1 etapa do Tour de Kumano
  - 1 etapa do Tour do Irão

- 2015
  - 1 etapa do Herald Sun Tour

- 2016
  - 1 etapa do Herald Sun Tour
  - 2 etapas do Tour de Taiwan
  - 1 etapa da Volta à Áustria
  - 1 etapa da Volta a Portugal

## Resultados em Grandes Voltas
Durante sua carreira desportiva tem conseguido os seguintes postos nas Grandes Voltas:
| Corrida | Corrida         | 2008 | 2009 | 2010 | 2011 | 2012 | 2013 | 2014 | 2015 | 2016 | 2017  | 2018 | 2019  | 2020 |
| ------- | --------------- | ---- | ---- | ---- | ---- | ---- | ---- | ---- | ---- | ---- | ----- | ---- | ----- | ---- |
|         | Giro d'Italia   | —    | —    | —    | —    | —    | —    | —    | —    | —    | —     | —    | 141.º | —    |
|         | Tour de France  | —    | —    | —    | —    | —    | —    | —    | —    | —    | —     | —    | —     | —    |
|         | Volta a Espanha | —    | —    | —    | —    | —    | —    | —    | —    | —    | 157.º | —    | —     | —    |

—: não participa 

Ab.: abandono

## Equipas
- Praties (2008[2]-2009)
- Genesys Wealth Advisers (2010)[3]
- Ag2r-La Mondiale (2010)[4]
- Leopard Trek (2011)
- Champion System Pro Cycling Team (2012)
- Argos-Shimano (2013)
- Drapac Cycling (2014-2016)
- Cannondale/EF (2017-2018)
  - Cannondale-Drapac Pro Cycling Team (2017)
  - EF Education First-Drapac (2018)
- Trek-Segafredo (2019-2020)